# Massís dels Escrinhs
El Massís dels Escrinhs (en occità, com en català, un escriny és un armariet o una capseta per a estojar-hi coses; metafòricament, una coma petita en atzucac) és un massís muntanyós dels Alps del Delfinat a Occitània. Aquesta zona muntanyosa amb moltes glaceres forma part del Parc Nacional dels Écrins. La Barra dels Escrinhs, el cim més alt, ultrapassa els 4,000 m.

## Cims principals
- Barre des Écrins 4102 m
- Dòma de Nèu dels Escrinhs 4015 m
- La Meije 3983 m
- Ailefroide 3954 m
- Mont Pelvós 3946 m
- Pic Sans Nom 3913 m
- Pic Gaspard 3883 m
- Le Râteau 3809 m
- Pic Coolidge 3774 m
- La Grande Ruine 3765 m
- Roche Forio 3730 m
- Les Bans 3669 m
- Les Agneaux 3663 m
- Pic de la Grave 3628 m
- Pic de Neige Cordier 3618 m
- Aiguille du Plat de la Selle 3597 m
- Les Rouies 3589 m
- Olan 3564 m
- La Plaret 3564 m
- Tête de l'Etret 3559 m
- Tête de Gandoliere 3544 m
- L'Encoula 3533 m
- Pointe des Arcas 3478 m
- Roche de la Muzelle 3465 m
- Pointe Guyard 3460 m
- Tête des Fétoules 3459 m
- Le Sirac 3440 m
- Tête du Rouget 3435 m
- Pic de Says 3421 m
- Grande Aiguille de la Bérarde 3419 m
- Aiguille des Arias 3403 m
- Pointe de l'Aiglière 3308 m
- Pointe Swan 3294 m
- Le Jandri 3288 m
- Tetes des Soulaures 3242 m
- Pointe de Rougnoux 3179 m
- Têtes des Vautisse 3156 m
- Pic Combeynot 3155 m
- Dibona 3130 m
- Le Vieux Chaillol 3167 m
- Pic des Souffles 3098 m
- Tête de Dormillouse 3084 m
- Pointe des Estaris 3080 m
- Le Rochail 3023 m
- Aiguille de Cedera 2883 m
- Grun de Saint Maurice 2776 m

## Glaceres principals
- Glacier de la Girose
- Glacier du Tabuchet
- Glacier de la Meije
- Glacier de l'Homme
- Glacier du Mont-de-Lans
- Glacier de la Selle
- Glacier du Clot des Cavales
- Glacier de la Plate des Agneaux
- Glacier de la Bonne Pierre
- Glacier Blanc
- Glacier d'Arsine
- Glacier du Casset
- Glacier du Monétier
- Glacier Noir
- Glacier du Vallon des Étages
- Glacier du Chardon
- Glacier des Sellettes
- Glacier de la Pilatte
- Glacier du Sélé